# National Geospatial-Intelligence Agency
La National Geospatial-Intelligence Agency (NGA) (in italiano: Agenzia Nazionale per l'Intelligence Geospaziale) è un'agenzia governativa facente parte del Dipartimento della Difesa degli Stati Uniti d'America e un membro della United States Intelligence Community, il cui obiettivo principale è di raccogliere, analizzare e distribuire informazioni geospaziali (GEOINT) a sostegno della sicurezza nazionale. La NGA era conosciuta come National Imagery and Mapping Agency (NIMA) fino al 2003.
Il quartier generale della NGA, noto anche come NGA Campus East, si trova a Fort Belvoir in Virginia. L'agenzia gestisce anche importanti strutture nell'area di St. Louis, in Missouri, oltre ad avere uffici di supporto e di collegamento in tutto il mondo. La sede della NGA, con i suoi 214.000 m2, è il terzo edificio governativo più grande nell'area metropolitana di Washington dopo il Pentagono e il Ronald Reagan Building.
Oltre a utilizzare le informazioni GEOINT per operazioni militari e di intelligence per gli Stati Uniti, la NGA fornisce assistenza durante i disastri naturali o la pianificazione della sicurezza per eventi importanti, come i Giochi olimpici.
Nel settembre 2018, i ricercatori della National Geospatial-Intelligence Agency hanno rilasciato una mappa del terreno ad alta risoluzione (dettagli fino alle dimensioni di un'auto e addirittura meno in alcune zone) dell'Antartide, chiamato "Reference Elevation Model of Antarctica" (REMA).

## Storia
Le operazioni di mappatura e creazione di grafici negli Stati Uniti rimasero relativamente invariati fino alla prima guerra mondiale, quando la fotografia aerea divenne un importante contributo all'intelligence sul campo di battaglia. Utilizzando dei visualizzatori adatti, gli operatori hanno esaminato migliaia di immagini: molte di queste erano dello stesso obiettivo ma con angolazioni e tempi differenti, dando origine a ciò che divenne in seguito l'analisi di immagini moderne e la creazione di mappe.

### L'Engineer Reproduction Plant (ERP)
L'Engineer Reproduction Plant (traducibile con Impianto di riproduzione ingegneristico) fu il primo tentativo del Corpo degli Ingegneri dell'Esercito degli Stati Uniti di centralizzare la produzione, la stampa e la distribuzione delle mappe nei pressi dell'United States Army War College nella sua precedente sede a Washington, DC. Prima di allora, la cartografia topografica era stata in gran parte a carico di singole unità di ingegneri, che utilizzavano tecniche di rilevamento sul campo o copiavano rilevazioni già esistenti. Inoltre, l'ERP si assunse la "supervisione e manutenzione" della Collezione di mappe del Dipartimento di Guerra degli Stati Uniti, dal 1 aprile 1939.

### L'Army Map Service (AMS) e la US Army Topographic Command (USATC)
Con l'avvento dell'aviazione nella seconda guerra mondiale, le rilevazioni sul campo iniziarono a lasciare il posto alla fotogrammetria, all'interpretazione delle foto aeree e alla geodesia. Durante la guerra, divenne sempre più possibile compilare mappe con un lavoro sul campo minimo: nacque quindi l'Army Map Service - AMS (Servizio Mappe dell'Esercito), che assorbì l'ERP nel maggio 1942. La sua sede si trovava nel sito di Dalecarlia (compresi gli edifici ora chiamati John C. Frémont e Charles H. Ruth) sul MacArthur Boulevard, appena al di fuori di Washington DC, nella Contea di Montgomery, nel Maryland, e adiacente al bacino idrico di Delecarlia. L'AMS fu incaricato di attività ingegneristiche sul campo, con effetto dal 1 luglio 1942, in seguito all'Ordine Generale 22, del 19 giugno 1942. L'AMS ha anche assorbito numerose delle restanti organizzazioni di intelligence geografica dell'esercito oltre alla divisione di intelligence tecnica degli ingegneri. Dal 1 settembre 1968, l'AMS fu riorganizzato sotto il nome di US Army Topographic Command - USATC (Comando Topografico dell'Esercito degli Stati Uniti) e continuò ad esistere come organizzazione indipendente fino al 1972, quando fu fuso con la nuova Defense Mapping Agency - DMA (Agenzia per la Mappatura della Difesa) e successivamente poi come DMA Topographic Center - DMATC.

### L'Aeronautical Chart Plant (ACP)
Dopo la guerra, con l'aumentare delle capacità di carico e dell'autonomia degli aerei, la necessità di mappe e carte geografiche è cresciuta di pari passo. Lo United States Army Air Corps fondò la sua unità cartografica, ribattezzata Aeronautical Chart Plant - ACP nel 1943 e con sede a St. Louis, in Missouri. L'ACP era considerato come centro aeronautico (sebbene fosse di fatto una branca dell'esercito) e fornì informazioni alla US Air Force dal 1952 al 1972 (vedi DMAAC sotto).

### National Photographic Interpretation Center (NPIC)

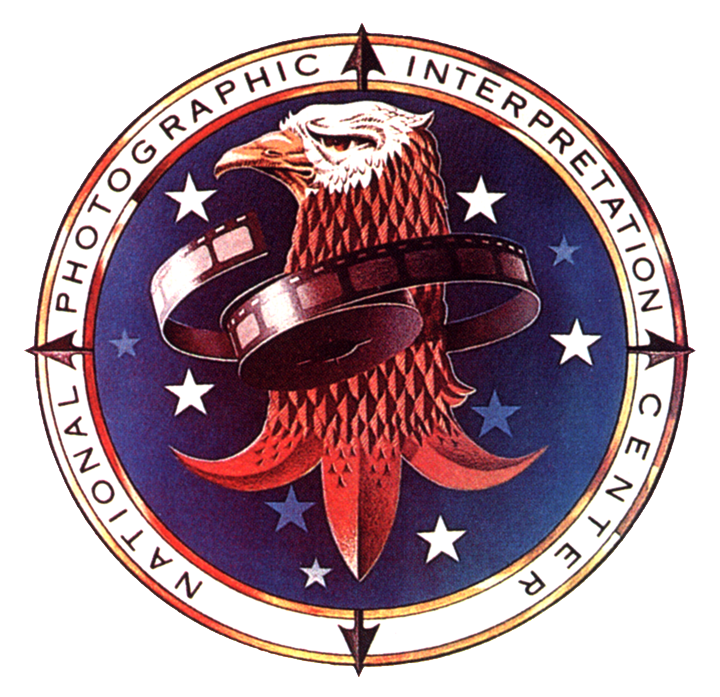
Stemma della NPIC

Poco prima di lasciare l'incarico nel gennaio 1961, il presidente Dwight D. Eisenhower autorizzò la creazione del National Photographic Interpretation Centre - NPIC (Centro Nazionale per l'interpretazione fotografica), un progetto congiunto della CIA e del dipartimento della difesa degli Stati Uniti. L'NPIC era sotto il comando del Drectorate of Science and Technology - DDS&T della CIA e la sua funzione principale era l'analisi delle immagini. L'NPIC entrò a far parte della National Imagery and Mapping Agency (NIMA, dal 2003 divenuta NGA) nel 1996.

#### Crisi dei missili di Cuba
La NPIC fu la prima, nel 1962, ad identificare la base missilistica dell'Unione Sovietica sull'isola Cubana. Sfruttando le immagini degli aerei ricognitori U-2 e i film dei contenitori espulsi dall'orbita dei satelliti Corona, gli analisti della NPIC hanno sviluppato le informazioni necessarie per informare i politici statunitensi e le operazioni durante la crisi dei missili cubani. La loro analisi ha attirato l'attenzione di tutto il mondo quando l'amministrazione Kennedy ha declassificato e reso pubblica una parte delle immagini raffiguranti i missili sovietici sul suolo cubano; Adlai Stevenson presentò le immagini al Consiglio di sicurezza delle Nazioni Unite il 25 ottobre 1962.

### Direttori della NPIC
| Direttore             | Mandato                        |
| --------------------- | ------------------------------ |
| Arthur C. Lundahl     | Maggio 1953 - Luglio 1973      |
| John J. Hicks         | Luglio 1973 - maggio 1978      |
| Rutledge P. Hazzard   | Giugno 1978 - febbraio 1984    |
| Robert M. Huffstutler | Febbraio 1984 - Gennaio 1988   |
| Frank J. Ruocco       | Febbraio 1988 - febbraio 1991  |
| Leo A. Hazlewood      | Febbraio 1991 - settembre 1993 |
| Nancy E. Bone         | Ottobre 1993 - settembre 1996  |

### Defense Mapping Agency (DMA)
La Defense Mapping Agency - DMA è stata creata il 1 gennaio 1972 per consolidare tutte le attività di mappatura militare degli Stati Uniti. Il "certificato di nascita" della DMA, la direttiva 5105.40 del DoD, derivava da una direttiva presidenziale precedentemente classificata come "Organizzazione e gestione della comunità di intelligence straniera degli Stati Uniti" (5 novembre 1971), che dirigeva il consolidamento di funzioni cartografiche precedentemente disperse tra i vari servizi militari degli Stati Uniti. La DMA è diventata operativo il 1 luglio 1972, ai sensi dell'Ordine generale 3 del 16 giugno 1972. Il 1 ottobre 1996, la DMA è stata inserita nella National Imagery and Mapping Agency - NIMA, che in seguito divenne la National Geospazial Intelligence Agency NGA.
La prima sede della DMA era presso l'Osservatorio navale degli Stati Uniti a Washington, DC, per poi spostarsi a Falls Church, in Virginia. La sua forza lavoro, prevalentemente civile, era concentrata nei siti produttivi di Bethesda, nel Maryland, in Virginia settentrionale e a St. Louis, in Missouri. La DMA era formata dalla divisione Mapping, Charting e Geodesy, dalla Defense Intelligence Agency (DIA) e da varie organizzazioni militari legate alla mappatura.
- DMA Hydrographic Center (DMAHC)

Il DMAHC si formò nel 1972 quando l'Ufficio idrografico della Marina divise i suoi due componenti: il componente grafico era collegato direttamente al DMAHC mentre la componente riguardo all'indagine delle immagini si trasferì presso l'Ufficio oceanografico navale, a Bay St. Louis nel Mississippi, negli edifici che oggi ospitano la NASA Stennis Space Center. La DMAHC era responsabile della creazione di mappe terrestri delle aree costiere in tutto il mondo e di carte idrografiche per il Dipartimento della Difesa degli Stati Uniti. La DMAHC era inizialmente situata a Suitland, nel Maryland, ma in seguito si trasferì a Brookmont (Bethesda), nel medesimo stato.
- DMA Topographic Center (DMATC)

La DMATC si trovava a Brookmont (Bethesda), nel Maryland. Era responsabile della creazione di mappe topografiche di tutto il mondo, sempre per il Dipartimento della Difesa. La sede di DMATC a Bethesda, nel Maryland, è l'ex sede del quartier generale della NGA.
- DMA Hydrographic / Topographic Center (DMAHTC)

DMAHC e DMATC si fusero per formare la DMAHTC, con uffici a Brookmont (Bethesda), nel Maryland.
- DMA Aerospace Center (DMAAC)

Il DMAAC, nato sotto il nome di U.S. Air Force's Aeronautical Chart and Information Centre (ACIC), si trovava a St. Louis, nel Missouri.

### National Imagery and Mapping Agency (NIMA)
La NIMA è stata istituita il 1 ottobre 1996 tramite il National Defense Authorization Act (valido per l'anno fiscale 1997). La creazione della NIMA è avvenuta in seguito a più di un anno di studi, dibattiti e pianificazioni da parte di membri della difesa, dell'intelligence e personalità politiche (nonché del Congresso). La creazione della NIMA portò alla centralizzazione delle operazioni di cattura delle immagini e della mappatura.
La NIMA riunì interamente il DMA, il Central Imagery Office (CIO) e il Defence Dissemination Program Office (DDPO), con gli obiettivi e le funzioni del NPIC. Inoltre, la NIMA ha riunito sotto di sé l'uso delle immagini, la loro diffusione e la loro elaborazione da parte della Defense Intelligence Agency, del National Reconnaissance Office e del Defence Airborne Reconnaissance Office.
La creazione della NIMA è stata accettata con difficoltà, a causa della riluttanza dei vari uffici a fondersi e dalla paura e che i rispettivi obiettivi (mappatura a supporto delle attività di difesa e produzione di intelligence, principalmente a supporto dei politici nazionali) sarebbero stati subordinate l'una all'altra.

### NGA

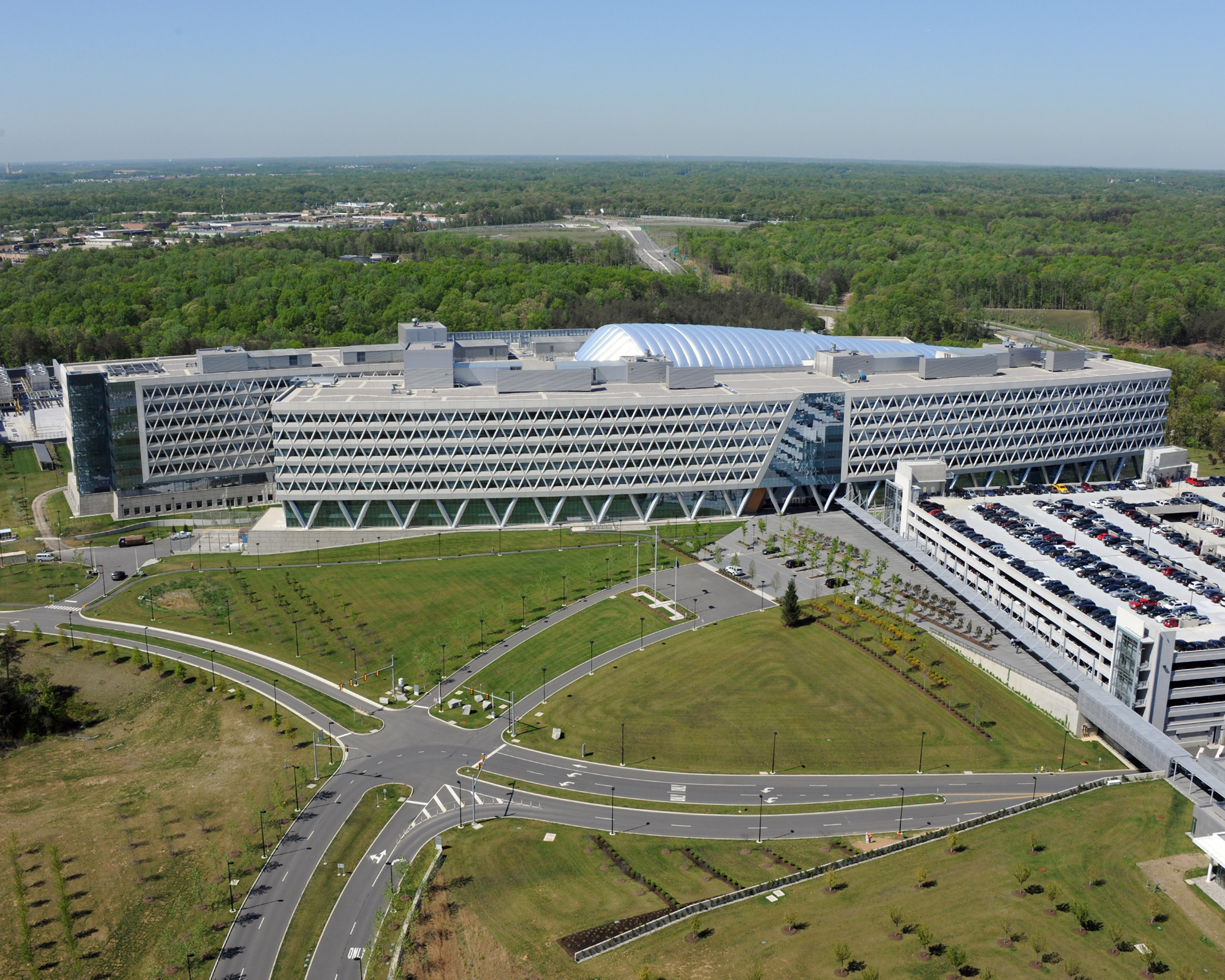
Sede della NGA a Fort Belvoir

Con l'emanazione del National Defense Authorization Act per l'anno fiscale 2004 del 24 novembre 2003, la NIMA è stata rinominata NGA per riflettere meglio la sua missione principale di GEOINT. Come parte del processo di riorganizzazione e chiusura di basi militari del 2005, tutte le principali strutture della NGA dell'area di Washington, DC, comprese quelle a Bethesda, nel Maryland, di Reston in Virginia e di Washington, DC, sarebbero state unite in una nuova struttura pressoFort Belvoir. Questa nuova struttura, chiamata NGA Campus East, ospita diverse migliaia di persone. Le strutture della NGA di St. Louis invece sono rimaste operative.
Il costo previsto del nuovo centro (dati di Marzo 2009), era di 2,4 miliardi. Il campus del centro è di circa 220000 m² ed è stato completato nel settembre 2011.

## Organizzazione

### I dipendenti
La NGA impiega esperti in analisi aeronautica, cartografia, analisi geospaziale, analisi di immagini, analisi marine, scienze fisiche, geodesia, ingegneria informatica e delle telecomunicazioni e fotogrammetria, oltre a professionisti dei settori della sicurezza nazionale e delle forze dell'ordine.

### Direttori NIMA / NGA
Questa tabella elenca tutti i direttori della NIMA e della NGA e il loro mandato. 
| Mandato      | Direttore                                                        |
| ------------ | ---------------------------------------------------------------- |
| 1996-1998    | Contrammiraglio Joseph J. Dantone, US Navy, direttore ad interim |
| 1998-2001    | Tenente generale James C. King, esercito statunitense            |
| 2001-2006    | Tenente generale James R. Clapper, USAF, ritirato                |
| 2006-2010    | Vice ammiraglio (VADM) Robert B. Murrett, USN                    |
| 2010-2014    | Letitia Long                                                     |
| 2014-2019    | Robert Cardillo                                                  |
| 2019-Present | Vice ammiraglio Robert D. Sharp, USN                             |

 Il 22 febbraio 2010, il Segretario alla Difesa Robert Gates ha annunciato che Letitia Long sarebbe diventata direttrice prima della fine dell'anno, diventando la prima donna a capo di una delle 16 agenzie di Intelligence. Long era all'epoca vicedirettore della DIA. Long ha prestato giuramento il 9 agosto 2010, come capo della NGA.

## Attività Civili, del Dipartimento della Difesa e di Intelligence
- Raid contro il nascondiglio di Osama bin Laden: la NGA è stata fondamentale per il Dipartimento della Difesa e le Agenzie di Intelligence degli Stati Uniti nell'individuare il complesso di Waziristan Haveli ad Abbottabad in Pakistan e a pianificare il raid che lo ha ucciso.[20][21]
- Dopo l'11 settembre: dopo gli attentati dell'11 settembre 2001, la NIMA ha collaborato con il US Geological Survey per esaminare il sito del World Trade Center e determinare l'entità della distruzione.[8]
- Google Earth: la NGA ha contribuito per circa il 25% al finanziamento di In-Q-Tel, il cui software di visualizzazione della Terra è diventato Google Earth.[22]
- Uragano Katrina: la NGA ha sostenuto gli sforzi di soccorso dell'uragano Katrina "fornendo informazioni geospaziali sulle aree colpite basate su immagini provenienti da satelliti governativi e commerciali statunitensi e da piattaforme aeree, all'Ente federale per la gestione delle emergenze (Federal Emergency Management Agency, EMA) e ad altre agenzie governative."[23]
- Partnership Microsoft : Microsoft e la NGA hanno firmato una degli accordi per far avanzare la progettazione e la consegna delle applicazioni di informazioni geospaziali ai clienti.[24] La NGA continuerà a utilizzare la piattaforma Microsoft Virtual Earth per fornire supporto geospaziale agli sforzi umanitari, per il mantenimento della pace e della sicurezza nazionale. Virtual Earth è un insieme di servizi di ricerca e mappatura online che forniscono immagini tramite un'API.
- Google e GeoEye : nel 2008 l'NGA ha collaborato con Google e GeoEye (una compagnia di satelliti per immagini). Google sarebbe autorizzata a utilizzare le immagini dei satelliti spia GeoEye a risoluzione ridotta per Google Earth.

## Controversie
La NGA (ex NIMA) è stata coinvolta in diverse controversie:
- Nel 1999, la NIMA avrebbe fornito agli strateghi della NATO mappe errate, che non riflettevano il fatto che l'ambasciata cinese a Belgrado avesse spostato sede;ciò può essere stata la causa del bombardamento NATO dell'ambasciata cinese a Belgrado. La CIA ha contrastato questa critica affermando che l'importanza della mappa stessa fosse stata sopravvalutata nella pianificazione dell'attacco.[25]
- Il 17 gennaio 2013, la USS Guardian si è arenata barriera corallina di Tubbataha, nelle Filippine meridionali. La Marina investigò sulla causa dell'incidente e concluse che la NGA non era colpevole, ma che il team di comando della nave non riuscì ad aderire ai principi di navigazione prudenti e sicuri: la Marina fece affidamento esclusivamente ad una Carta Nautica Digitale (DNC) imprecisa durante la pianificazione e l'esecuzione del piano di navigazione, senza incrociare in modo appropriato le carte supplementari e i segnali visivi.[26]
- Dal 2013 al 2018, la NGA ha designato le coordinate di latitudine e longitudine di una residenza privata come posizione predefinita per Pretoria, in Sudafrica. In questo modo il sito web di mappatura digitale MaxMind lo impostò come la posizione fisica di oltre un milione di indirizzi IP; di conseguenza, le persone alla ricerca di telefoni o altri dispositivi elettronici (così come altre persone che cercavano di rintracciare gli indirizzi IP a Pretoria e gli agenti di polizia che cercavano di rintracciare i criminali) si recassero presso l'abitazione. Il problema è stato infine risolto a seguito di un'indagine privata e di una richiesta a NGA e MaxMind di modificare il percorso predefinito.[27]